# Sankt Bendts Kirke
Sankt Bendts Kirke er en kirke, der ligger midt Ringsted på Midtsjælland. Den var oprindeligt en del af et benediktinerkloster, der brændte ned i 1700-tallet. Den er opført i romansk stil i 1170, hvor den erstattede en frådstenskirke fra omkring 1080, og det er dermed den ældste murstenskirke i Skandinavien. Den bliver betragtet som en af de arkitektonisk fornemste kirker i Danmark. Derudover er det den første kongelige kirke i landet og en række af Danmarks tidlige konger og adelsmænd er begravet i kirken.
Den ligger i Ringsted Herred, der var et herred i det tidligere Sorø Amt. I 1584 – 1805 blev Sjællandsfar Landsting holdt i kirken.

## Historie
Sankt Bendts Kirke blev oprindelig opført som klosterkirke. Den udgjorde den nordlige fløj af Ringsted Kloster, der hørte under Benediktinerordenen og var udsprunget af klosteret i Odense. Den ældste kirke var opført i frådsten omkring 1080, og strakte sig fra den nuværende bygnings vestgavl til lidt ovenfor Knud Lavards grav. Valdemar den Store stod bag opførelsen af den nuværende kirke i munkesten, der blev påbegyndt i 1161 og indviet i 1170, og som var et af de tidligste teglstensbyggerier i Nordeuropa, og Nordens ældste teglstenskirke. Den blev indviet med en kæmpefest, der markerede helgenkåringen af Knud Lavard og kroningen af Valdemars søn, den senere Knud 6. Der har været brand i kirken i 1241, 1300 og 1806. Tårnet kom til omkring 1550. Hovedrestaureringen blev udført 1899-1909.

## Kongegrave
Kirken rummer mange adelige og kongelige grave. Valdemar den Store, Knud 6., Valdemar Sejr, Erik Menved og Erik Plovpenning ligger begravet her. Næst efter Roskilde Domkirke er det den kirke i Danmark der rummer flest kongegrave. Her ligger Knud Lavard, hans søn Valdemar den Store med sin dronning Sofia,  og sønnen Christoffer, han fik med sin frille Tove, Knud 6., Valdemar Sejr med sine dronninger Dagmar af Bøhmen og Berengaria, som begge døde i barsel; Valdemar den Unge med sin dronning Eleonore af Portugal, som var død i barsel 3 måneder før hans egen død; Erik Menved og hans svenske dronning Ingeborg, samt Erik Menveds mor, Erik Klippings enke, dronning Agnes (hendes gravsten er imidlertid forsvundet); dertil kong Birger af Sverige og hans dronning Margrethe Eriksdatters gravsten (hun var datter af Erik Klipping), placeret over Erik Plovpennings første grav, efter at han var hentet fra sin oprindelige grav i Slesvig. En helgenkult opstod omkring Erik Plovpennings grav i Ringsted. Man kan stadig se de kalkmalerier dronning Agnes fik lavet i kirken, som skildrer mordet på ham. 
Ringsteds kongegrave blev åbnet og undersøgt i 1855. Valdemar den Stores grav var urørt. I dronning Dagmars grav fandt man Dagmarkorset (nu i Nationalmuseet). I Berengarias grav fandt man hele skelettet. Knud 6.s grav var ret uforstyrret, og man kunne måle at han havde været 1,88 m høj og dermed den højeste af kongerne. Valdemar den Store blev målt til 1,85 m, og Valdemar Sejr til 1,83 m. Gravmindet for Erik Menved fra 1320, med ham og dronning Ingeborg iført kroningsdragter, og med ansigter udført i alabast (kongens ansigt er fornyet), er det eneste af sin art i Danmark, og dermed det ældste gravminde i Danmark over en kristen dansk konge. 

## Galleri
- Det indre af Sankt Bendt Kirke
- Altertavle

- Døbefont
- Prædikestol

- Kalkmalerier
- Kalkmaleri

- Kongefrise, stærkt restaureret, på korets sydvæg fra omkring 1325; Valdemar den Store ses knæle vendt mod øst, Knud 6., Valdemar Sejr og derefter Valdemar den Unge.
- Af dronningefrisen på nordvæggen er kun bevaret et par ornamentborter, resten er Kornerups tilføjelser.
- Mindetavle for dronning Dagmar.

I 1829 malede Constantin Hansen maleriet Parti af det indvendige af Ringsted Kirke. I forgrunden Constantin Hansen og Jørgen Roed hvor man ser de to malere ved en bue og et kig til kirkens indre.
Maleriet indgår nu i Statens Museum for Kunsts samling.